# Kevin Anderson (quần vợt)
Kevin Anderson (sinh ngày 18 tháng 5 năm 1986) là một cựu vận động viên quần vợt chuyên nghiệp người Nam Phi có vị trí cao nhất trên bảng xếp hạng Hiệp hội quần vợt nhà nghề (ATP) là số 5 thế giới được xác lập vào ngày 16 tháng 7 năm 2018.
Anh trở thành nam vận động viên quần vợt người Nam Phi có thứ hạng cao nhất vào ngày 10 tháng 3 năm 2008 sau khi vào chung kết giải Tennis Channel Open 2008 ở Las Vegas. Anh có thứ hạng đánh đơn cao nhất là vị trí số 5 trên thế giới vào ngày 16 tháng 7 năm 2018. Anh là tay vợt người Nam Phi đầu tiên vào được top 5 kể từ sau Kevin Curren có vị trí số 5 vào ngày 23 tháng 9 năm 1985.
Vào ngày 6 tháng 2 năm 2011, anh đã đánh bại Somdev Devvarman ở quê nhà anh Johannesburg để giành được danh hiệu đầu tiên trong sự nghiệp của anh ở cấp ATP tại giải South African Open. Danh hiệu ATP thứ hai của anh là ở tại Delray Beach Open vào năm 2012 khi anh đánh bại Marinko Matosevic. Anderson giành được danh hiệu thứ ba ATP 250 vào năm 2015 tại Winston-Salem Open sau khi đánh bại Pierre-Hugues Herbert. Danh hiệu ATP World Tour thứ tư của anh là vào tháng 2 năm 2018 tại New York Open. Anderson lần đầu tham dự giải Grand Slam tại Giải quần vợt Mỹ Mở rộng 2017, khi anh thua trước Rafael Nadal. Anh đã kết thúc năm 2017 với chức vô địch World Tennis Championship ở Abu Dhabi.
Vào tháng 6 năm 2016, Anderson đồng sáng lập một trang web hướng dẫn và cách chơi của một môn quần vợt là Realife Tennis, cung cấp hướng dẫn trực tuyến và tiếp cận với lối chơi của quần vợt chuyên nghiệp circuit.
Tại vòng bán kết Giải quần vợt Wimbledon 2018, Anderson lần thứ hai vào được vòng chung kết giải Grand Slam sau khi đánh bại John Isner trong trận đấu dài thứ hai trong lịch sử của giải đấu. Trận đấu đã kéo dài 6 tiếng 36 phút, và chỉ kém sau trận đấu vào năm 2010, giữa Isner và tay vợt người Pháp Nicolas Mahut.

### Thông tin
- Kevin Anderson trên trang chủ ATP (tiếng Anh)
- Kevin Anderson tại Liên đoàn quần vợt quốc tế
- Kevin Anderson tại Liên đoàn quần vợt quốc tế – Thông tin tay vợt trẻ
- Kevin Anderson tại Davis Cup
- Kevin Anderson tại Illinois Fighting Illini

Bản mẫu:Top ten African male singles tennis players
Bản mẫu:Top ten African male doubles tennis players
Bản mẫu:Top ten South African male singles tennis players